# Doll Man
Doll Man è un supereroe immaginario dei fumetti della Golden Age, originariamente pubblicato dalla Quality Comics ed oggi appartenente ai personaggi dell'Universo DC. Doll Man fu creato da Will Eisner e comparve per la prima volta in una storia di quattro pagine intitolata Meet the Doll Man in Feature Comics n. 27, nel dicembre 1939, data che fece di Doll Man uno dei primi eroi dei fumetti in costume.

## Storia della pubblicazione della Quality Comics
L'identità segreta di Doll Man, "Il Mito più Potente del Mondo", è il ricercatore alchimista Darrell Dane, che inventò una formula che gli permise di ridursi all'altezza di sei pollici rimanendo però forte come nella sua statura normale. Fu probabilmente il primo esempio di supereroe rimpicciolente, ed anche uno dei pochi a non poter raggiungere la massima altezza o quella minima. La sua prima avventura in Feature Comics n. 27 lo coinvolse nel salvataggio della sua fidanzata, Martha Roberts, dalle mani di un ricattatore; successivamente decise di combattere il crimine e di adottare un costume rosso e blu confezionato da Martha. Anni più tardi, in qualche modo il desiderio di Martha di unirsi a Darrell nella sua mini statura si avverò, donando anche a lei questo potere, e divenne la sua partner nei panni di Doll Girl in Doll Man n. 37. Darrell ebbe anche l'aiuto di "Elmo il Cane Meraviglia", un grande danese che servì occasionalmente come soccorso e mezzo di trasporto, e del "Dollplano", solitamente mascherato da modellino di aeroplano quando non veniva utilizzato. Nelle sue avventure pubblicate durante la seconda guerra mondiale, Doll Man fu frequentemente raffigurato a cavallo di un'aquila calva.
Doll Man fu il protagonista dell'antologia di fumetti Feature Comics fino al numero 139 (Ottobre 1949), di cui Eisner scrisse alcune storie sotto lo pseudonimo di "William Erwin Maxwell", e con il contributo artistico di Lou Fine e successivamente di Reed Crandall. La serie personale di Doll Man fu in vendita dal 1941 al 1953, per un totale di quarantasette numeri. Le copertine di entrambi i titoli raffigurarono frequentemente Doll Man legato con una corda o simili, in situazioni che partivano dalla crocifissione, all'essere appeso sotto un rubinetto aperto, all'essere legato al grilletto e alla canna di una pistola. La persistenza di questo bondage maschile nei fumetti di Doll Man, tra l'altro, suggerirono la teoria che i fumetti ebbero storicamente la tendenza di raffigurare donne invece di uomini in posizioni di vulnerabilità e sottomissione. Dopo la cancellazione di Doll Man, le originali storie del personaggio non furono ripubblicate per due decenni.

## Doll Man nella DC Comics

### Darrel Dane
Dopo la chiusura per fallimento della Quality Comics nel 1956, la DC ne acquisì i personaggi. Doll Man e altre ex proprietà della Quality furono ri-lamciati in Justice League of America n. 107 (ottobre 1973) come Combattenti per la Libertà. Come accadde per molti altri personaggi che la DC acquisì da editori o eredità dei titoli della Golden Age, i Combattenti per la Libertà furono collocati su un mondo parallelo, chiamato Terra-X, su cui la Germania nazista aveva vinto la seconda guerra mondiale. Il team comparve in una sua serie per quindici numeri (1976-1978), in cui la squadra lasciò temporaneamente Terra-X per Terra-1. Doll Man comparve occasionalmente in All-Star Squadron, un gruppo di supereroi stanziati sulla Terra-2, la locale era della seconda guerra mondiale per la DC, in un punto precedente a quando lui e gli altri Combattenti lasciarono la loro Terra per la Terra-1. Quindi, Doll Man e i suoi compagni comparvero, con il resto dei personaggi della DC in Crisi sulle Terre infinite, una storia che intendeva eliminare tutte le confuse Terre della DC fondendole retroattivamente in un'unica Terra. Questo evento cancellò i gironi eroici di Doll Man sulla terra-X, e fuse le storie della All-Star Squadron e quelle dei Combattenti per la Libertà così che Doll Man fosse inizialmente un membro dell'All-Star Squadron, di cui i Combattenti per la Libertà non erano che un gruppo spin-off.
Fino al momento del rilancio nel 2006 dei Combattenti per la Libertà, Doll Man fu poco utilizzato dalla DC eccetto per la ricostruzione delle sue origini da Feature Comics n. 27 a Secret Origins n. 8 (novembre 1986). Secondo Uncle Sam and the Freedom Fighters n. 5 (gennaio 2007), Darrell Dane è tuttora in vita e confinato in un istituto mentale dal nome sconosciuto.
In Uncle Sam and the Freedom Fighters vol. 2 n. 3 (novembre 2007) Dane comparve come leader del gruppo sovversivo comprensivo di soldati della taglia di Doll Man. Darrell rivelò che anni e anni passati allo stato compresso danneggiarono il suo cervello, lasciandolo mentalmente instabile.

### Lester Colt
Un nuovo Doll Man, alias Lester Colt, fu introdotto in Crisis Aftermath: The Battle for Blüdhaven, una miniserie pubblicata dalla DC Comics nel 2006.
Lester Colt è un famoso operatore speciale degli Stati Uniti, avendo un dottorato in politica internazionale e una laurea avanzata in scienze. È un "Consulente Strategico di Operazioni di Comando" allo S.H.A.D.E.. Colt sembrò essere stato ben addestrato alle arti marziali, così come è altamente capace come comandante sul campo di battaglia. Lester possiede una serie di action figure con il suo nome in suo onore. Tuttavia, seguì una politica da "i fini giustificano i mezzi" durante una missione, e in Uncle Sam and the Freedom Fighters n. 1 fu mostrato mentre uccideva uno spacciatore di droga a sangue freddo di fronte al figlio durante la sua festa di compleanno. Quest'azione gli fece guadagnare una sonora sgridata dallo resuscitato Zio Sam nei numeri successivi quando si dimise dallo S.H.A.D.E. e si unì ai Combattenti per la Libertà.
Colt era un "vecchio soldato" pluridecorato, e le sue decorazioni personali includevano la Legione al Merito, sei Stelle d'Argento per la cavalleria, quattordici stelle di bronzo per il valore, e diciassette Cuori Porpora.
Colt è romanticamente coinvolto in una relazione con la scienziata ed ex impiegata dello S.H.A.D.E., Emma Glenn. Troppo vecchio per servire il proprio paese al di fuori della guerra, Lester accettò di sottoporsi ad un esperimento creato dal padre di Emma, che lo ridusse alla sua statura odierna. Una squadra S.H.A.D.E., mascherata da gruppo terrorista, uccise il padre di Emma e distrusse il laboratorio. Intrappolato nella sua mini statura di 6 pollici, Colt tentò di distanziarsi da Glenn, sperando di risparmiarle il dolore di un fidanzato miniaturizzato. Nonostante ciò, ci furono ancora forti sentimenti tra i due e cercarono di andare avanti anche in questa nuova difficile situazione. Questo fu aiutato da alcuni viaggi verso Heartland, la base extradimensionale corrente dei Combattenti per la Libertà, dove Colt venne colto da brevi periodi di ripristino alla sua altezza.
Nella nuova serie Uncle Sam and the Freedom Fighters (2007-2008), Lester fu sottoposto ad una procedura con altre persone miniaturizzate, incluso Darrell Dane, per ritornare alla statura originaria. Tuttavia, l'esperimento andò terribilmente male, e il gruppo fu fuso in una mostruosità umana. Lester fu infine liberato e ripristinato alla sua statura normale.

## Versioni alternative
- Una versione di Doll Man e Doll Girl di cui si seppe poco prima che apparissero, comparve in Titans Secret Files n. 2;
- La DC possiede un altro personaggio non correlato di nome Doll Man, un criminale non potenziato che incontrò Batgirl;
- Un super criminale chiamato "Dollman" fece una sola comparsa nella serie animata del 1968 che vedeva protagonisti Batman e Robin. Era, tuttavia, più somigliante a Puppet Master (un nemico di Batman della Golden Age da Detective Comics vol. 1 n. 212);
- Un personaggio chiamato Ant-Man aiutò Robin a catturare una gang di ladri nel numero di Detective Comics dei primi anni sessanta. Questo personaggio era alto solo dodici pollici che indossava un costume rosso; si scoprì essere Anthony "Jumbo" Carson, un teppista rivale che i criminali avevano precedentemente gettato nel fiume con i piedi incastrati nel piombo, e che si ridusse dopo essere incappato in un deposito di rifiuti chimici deposti lì da un laboratorio vicino. Fu catturato da Robin prima che riuscisse a svignarsela con i soldi rubati ai criminali. Questo personaggio fu incluso perché era possibile che il suo nome era originariamente inteso per essere Doll-Man.

### 52
Nel numero finale di 52, fu rivelato un nuovo multiverso, originariamente consistente di 52 realtà identiche. Tra le realtà parallele mostrate, una fu nominata Terra-10. A causa del "mangiare" di Mr. Mind in questa realtà, prese le sembianze della Terra-X pre-Crisi, inclusi i personaggi della Quality Comics. I nomi dei personaggi e dei gruppi di eroi non furono menzionati, ma comparve un personaggio molto somigliante con Doll Man Darrell Dane.
Basato su un commento di Grant Morrison, questo universo alternativo non è la Terra-X pre-Crisi.